# Magnum (football)
Magnum Rafael Farias Tavares est un footballeur brésilien né le 24 mars 1982. Il est milieu de terrain.

## Palmarès
- Champion du Japon en 2010 avec le Nagoya Grampus